# Hünibach (Gewässer)
Der Hünibach ist ein etwa viereinhalb Kilometer langer, nordöstlicher und rechter Zufluss des Thunersees in der Schweiz.

## Namen
Der Hünibach trägt verschiedene Bezeichnungen. Bei Swisstopo wird er in der Datenbank als Seegartenbach und auf der topographischen Karte als Hünibach bezeichnet. Das Geoportal des Kantons Bern nennt ihn bis zur Cholerenschlucht Cholerenbach, in der Schlucht Cholerengrabe und danach Hünibach.

## Geographie

### Verlauf
Der Hünibach entsteht auf einer Höhe von 1001,6 m ü. M. südlich des zum Thun Stadtquartier Goldiwil gehörenden Bauernhofs Trummerli.
Er fliesst zunächst entlang der Gemeindegrenze zwischen Thun im Norden und Heiligenschwendi im Süden in westlicher Richtung in einen von Wiesen umgebenen etwa 50 m breiten Nadelwaldstreifen und wird dann nach gut 100 m auf seiner rechten Seite vom Trummeligrabe gespeist. Südwestlich der zur Gemeinde Thun gehörenden Liegenschaft Insele fliesst ihm auf seiner rechten Seite der gleichnamige Graben zu und gleich darauf auf derselben Seite das Holländergräbli. Der Hünibach läuft nun durch den kleinen Sagiwald und wird dort auf der linken Seite vom aus dem Ostsüdosten kommenden Hagsbüelgräbl gestärkt.
Direkt östlich der zu Heiligenschwendi gehörenden Grabemüli (früher Obere Grabenmühle) mündet das Moosbächli ein und gleich hinter der Mühle das Schützemösligräbli, beide von links. Knapp 300 m bachabwärts nimmt er auf seiner rechten Seite den von Norden heranziehenden Chummgrabe auf. Der Hünibach zieht nun westsüdwestwärts durch den Choleregrabe, der früher Goldiwilgraben genannt wurde, in dem ihm nacheinander zuerst das Unders Eichgutgräbli von rechts, danach der kleine Hünibach von der linken Seite und letztlich nun wieder von rechts der Hubelgrabe zufliessen.
Beim Rainwald speist ihn von der linken Seite das aus dem Ostsüdosten kommende Schoubhusgräbli. Er passiert dann die Mühle Coleresagi und nimmt gleich danach von der anderen Seite erst den Schwelligrabe und dann kurz darauf, diesmal wieder von links, nacheinander den Chlyne Eiholzgrabe und den Eiholzgrabe auf.
Er biegt nun nach Südsüdwesten ab und erreicht die auf beiden Seiten bewaldete Cholerenschlucht. Dort verstärken ihn erst von links das Hundschüpfegräbli, dann von rechts hintereinander das Fystergräbli und der Scheidweggrabe und danach wieder von links das Chlyns Hundschüpfegräbli.
Der Hünibach erreicht nun den Ortsrand von Hünibach, wo er seinen letzten Zufluss den Chelligrabe von der linken Seite aufnimmt. Er passiert dann das Dorf, unterquert dabei noch die am rechten Seeufer entlangführende Staatsstrasse 221 und mündet schliesslich zwischen den Quartierteilen Seegarten auf der rechten Seite und Eichbühl auf der linken auf einer Höhe von 558 m ü. M. von rechts in den Thunersee.
Sein etwa 4,5 km langer Lauf endet ungefähr 444 Höhenmeter unterhalb seiner Quelle, er hat somit ein mittleres Sohlgefälle von 98 ‰.

### Einzugsgebiet
Das 5,93 km² grosse Einzugsgebiet des Hünibachs wird über die Aare und den Rhein zur Nordsee entwässert.
Es grenzt
- im Nordosten an das des Schwändigrabe der über die Zulg in die Aare entwässert
- im Osten an das des Wüeribachs, der in die Zulg mündet
- im Süden an das Riderbachs, an das des Louelibachs und an das des Eichholzgräbli, die alle in den Thunersee münden
- im Nordwesten an das des Wartgrabens und an das des Göttibachs, die beide in die Aare münden
- und im Norden an das der beiden Zugl-Zuflüsse Bösbach und Stägibach.

Das Einzugsgebiet besteht zu 37,7 % aus bestockter Fläche, 52,5 % aus Landwirtschaftsfläche, zu 9,3 % aus Siedlungsfläche, zu 0,3 % aus Gewässerfläche und zu 0,2 % aus unproduktiven Flächen.
Flächenverteilung
Die mittlere Höhe des Einzugsgebietes beträgt 960 m ü. M., die minimale Höhe liegt bei 557 m ü. M. und die maximale Höhe bei 1281 m ü. M.

### Zuflüsse
- Trummeligrabe (rechts), 0,1 km
- Inselegrabe (rechts), 0,5 km
- Holländergräbli (rechts), 0,2 km
- Hagsbüelgräbl (links), 0,4 km
- Moosbächli (links), 1,3 km, 1,73 km²
- Schützemösligräbli (links), 0,6 km
- Chummgrabe (rechts), 0,6 km
- Unders Eichgutgräbli (rechts), 0,1 km
- Hünibach [!] (links), 0,2 km
- Hubelgrabe (rechts), 0,3 km (mit Trüelmattgräbli 0,5 km)
- Schoubhusgräbli (links), 0,3 km
- Schwelligrabe (rechts), 0,6 km
- Chlyne Eiholzgrabe (links), 0,3 km
- Eiholzgrabe (links), 0,8 km
- Hundschüpfegräbli (links), 0,3 km
- Fystergräbli (rechts), 0,6 km
- Scheidweggrabe (rechts), 0,2 km
- Chlyns Hundschüpfegräbli (links), 0,3 km
- Chelligrabe (links), 0,7 km

## Geologie
Das Einzugsgebiet am Oberlauf wird im Auenbereich durch Konglomerat- und Sandgesteine, die zur Tektonische Einheit der Subalpine Molasse des Schweizer Mittellandes gehören und sich im Chattium, der oberen der beiden chronostratigraphischen Stufen des Oligozäns, abgelagert hatten, geprägt. In den höheren Lagen herrschen undifferenzierte Moränen (Till) aus dem Holozän vor. Am Mittellauf im Bereich der Cholerenschlucht weiten sich die konglomerat- und sandsteinhaltigen Sedimente breit aus und im Mündungsbereich dominiert Bachschutt aus dem Holozän.

## Cholerenschlucht
Die Cholerenschlucht ist ein Tobel in unmittelbarer Nähe zur Stadt Thun und gehört zu den Naturschutzgebieten (689). Sie wird vom Hünibach durchflossen. Sie bildet zudem die Gemeindegrenze zwischen Thun und Heiligenschwendi.
Die Schlucht ist durch einen gut ausgebauten Wanderweg erschlossen. Dieser führt grösstenteils dem Wasserlauf entlang und bietet Einblicke in die Schlucht und auf mehrere Wasserfälle. Bei Tauwetter ist auf eine Begehung wegen Eis- und Steinschlaggefahr zu verzichten.

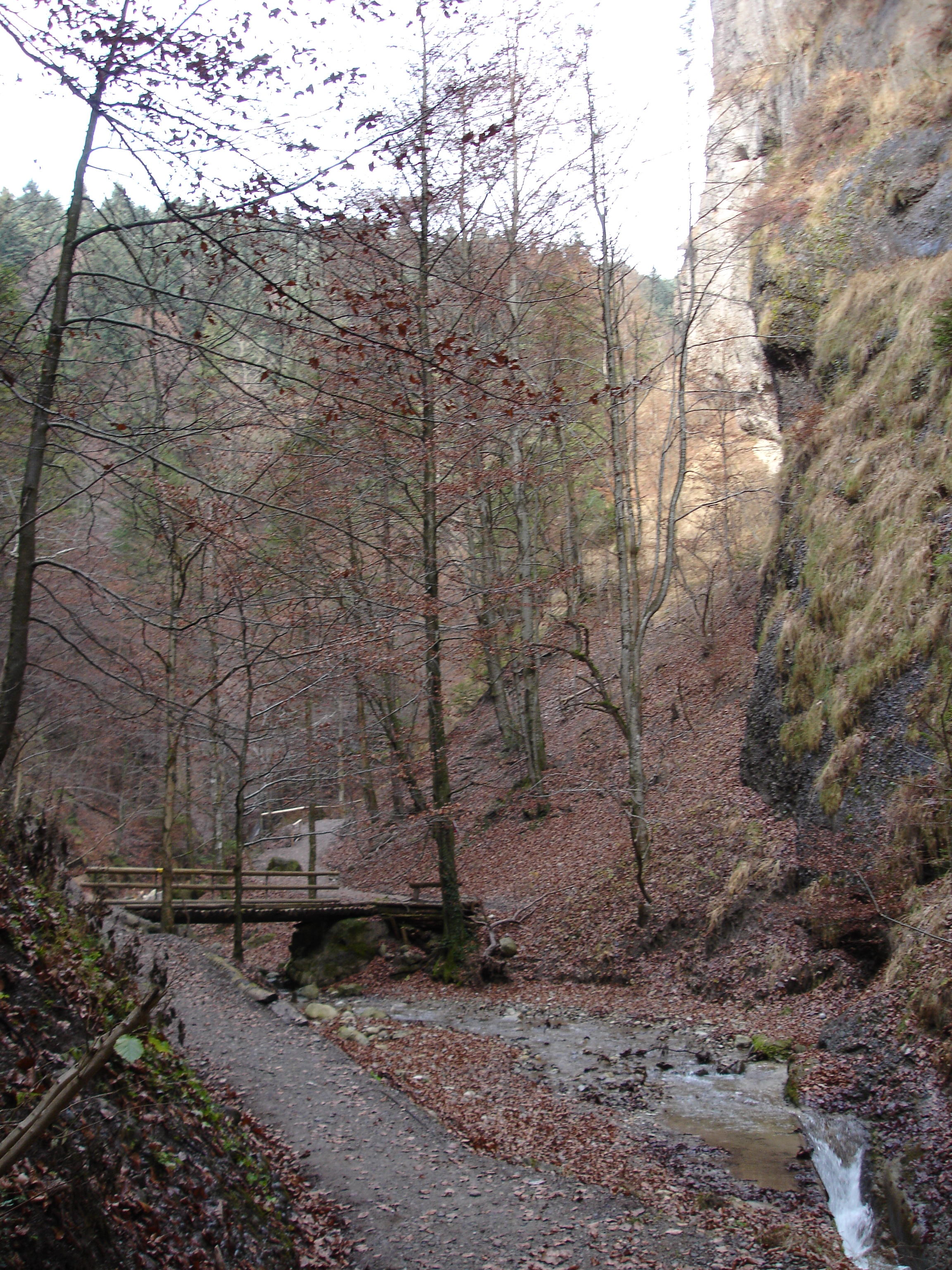
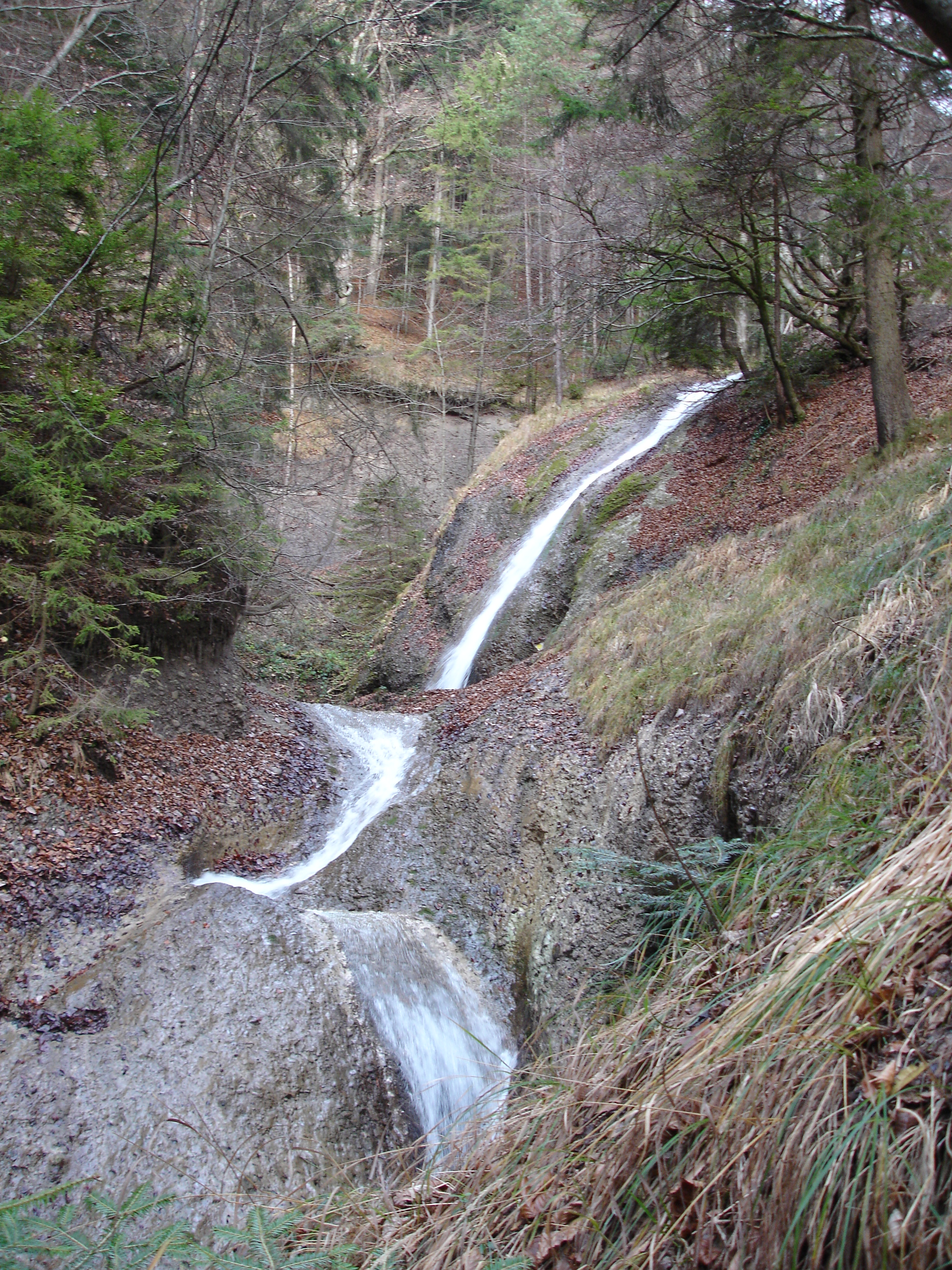
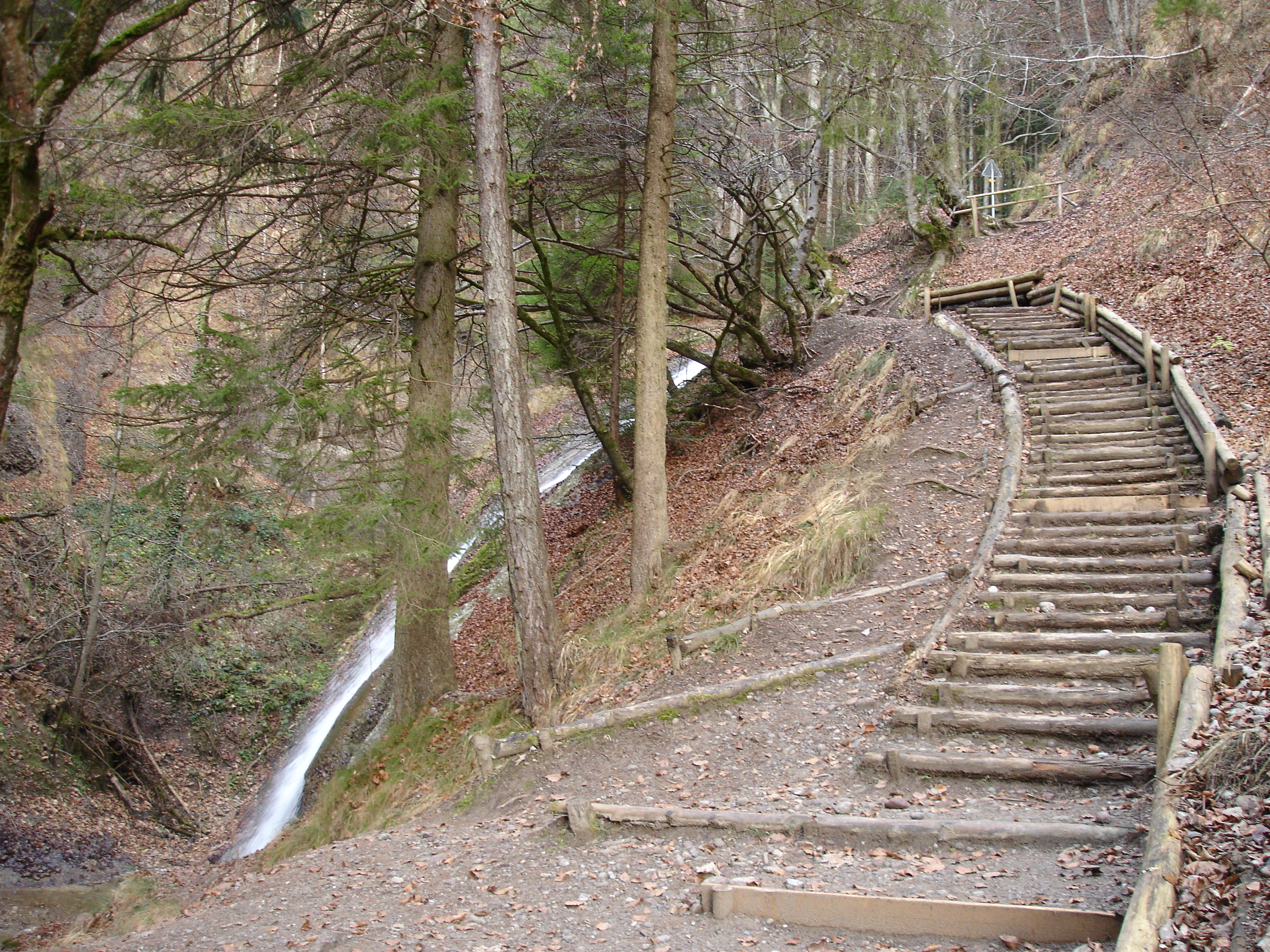
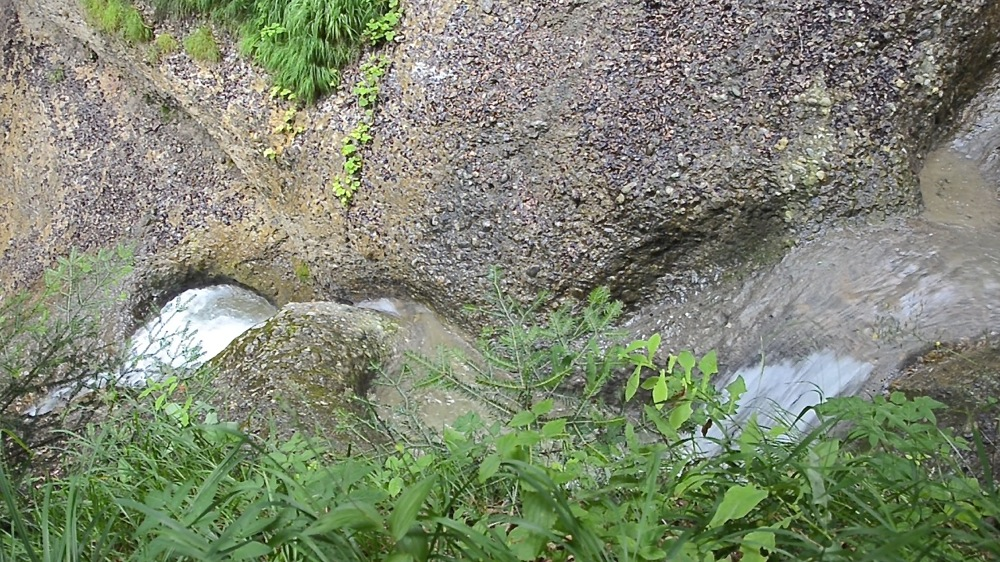

## Hydrologie
An der Mündung des Hünibachs in den Rhein beträgt seine modellierte mittlere Abflussmenge (MQ) 250 l/s. Sein Abflussregimetyp ist nivo-pluvial préalpin und seine Abflussvariabilität beträgt 20.
Der modellierte monatliche mittlere Abfluss (MQ) des Hünibachs in l/s